# ZeroNet
ZeroNet，中文译名为“零网”，是一个以对等网络用户为基础构成的类互联网的分布式网络，以抗审查为目的，旨在促进言论自由。支持IPv4、IPv6和cjdns协议。ZeroNet的作者位于匈牙利的布达佩斯。ZeroNet默认不提供匿名保护，但用户可以使用Tor来隐藏IP地址以达到匿名效果。由于Tor网络在中国大陆被封禁，用户可能需要前置代理或者VPN才能正常下载初始配置文件。
ZeroNet使用了比特币加密技术（即非对称加密）和类似于BitTorrent的网络协议。ZeroNet不具备DHT功能，但可以兼容已有的BitTorrent tracker。现时该平台上托管了很多热门网站，而邮件客户端、文件管理器和新闻客户端等专有功能也为ZeroNet的生态系统增加了价值。